# Grenze zwischen dem Sudan und der Zentralafrikanischen Republik

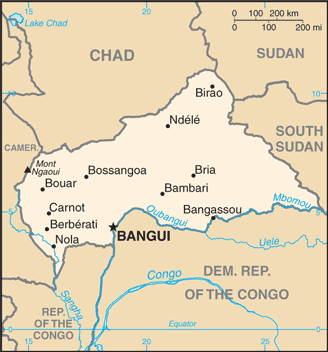
Kärtchen der Zentralafrikanischen Repub-lik, die Grenze zum Sudan rechts oben

Die Grenze zwischen dem Sudan und der Zentralafrikanischen Republik trennt als internationale Landgrenze diese beiden Staaten. Die Länge der Grenze wird mit 174 km angegeben. Sie verläuft vom Dreiländereck mit dem Tschad zum Dreiländereck mit dem Südsudan.

## Geschichte
Frankreich begann in der zweiten Hälfte des 19. Jahrhunderts mit der kolonialen Aneignung von Innerafrika und auch der von Pierre Savorgnan de Brazza erforschten Gebiete. Diese wurden ab 1900 unter Militärverwaltung gestellt und später als Tschad-Kolonie und Ubangi-Schari in Französisch-Äquatorialafrika (AEF) verwaltet. 1898/99 grenzten das Vereinigte Königreich und Frankreich ihre Einflussgebiete in Französisch-Äquatorialafrika und dem Anglo-Ägyptischen Sudan ab. Eine Abmarkung im Gelände erfolgte von 1921 bis 1923, die Ratifizierung am 21. Januar 1924.
Am 1. Januar 1956 erlangte der Sudan seine Unabhängigkeit. Ubangi-Schari wurde am 13. August 1960 als Zentralafrikanische Republik (später vorübergehend Zentralafrikanisches Kaiserreich) unabhängig. Am 9. Juli 2011 spaltete sich der Südsudan vom Sudan ab. Damit verkürzte sich die Grenze zwischen dem Sudan und der Zentralafrikanischen Republik erheblich.

## Grenzverlauf
Die Grenze verläuft vom Dreiländereck mit Tschad (10°55'48"N, 22°52'48"O) über Land nach Südosten, wendet sich in der Gegend des mit dem Südsudan umstrittenen, aber vom Sudan verwalteten Kafia Kingi im Sudan nach Süden, führt weiter in unregelmäßigen Abschnitten durch bergiges Gelände und wendet sich nach Osten zum Dreiländereck mit dem Südsudan (9°40'12"N, 23°42'0"O). Sie folgt damit grob der Wasserscheide zwischen dem Einzugsgebiet des Nil und des Kongo-Flusses.

## Orte in Grenznähe

### Sudan
- Um Dafuq
- Umm Rawq

### Zentralafrikanische Republik
- Am Dafok